# Балур
Балур (Sorghum halepense) или канеш е многогодишно плевелно растение от род Сорго.

## Разпространение
Видът е естествен за района на Средиземноморието, но от там постепенно е разпространен в цяла Европа и Близкия Изток. Днес видът е интродуциран на всички континенти с изключение на Антарктида. Размножава се безполово (вегетативно) и чрез семена. Този вид се среща в обработваемите земи, ниви, . Видът процъфтява сред посевите на култивирани видове, особено царевица. Устойчив е и на популярния хербицид глифозат. Счита се за един от десетте най-коварни плевели в света. в България се среща само в орни земи без ливади и пасища понеже измръзва

## Описание
Видът е едносемеделен коренищен плевел. Коренищата достигат дължина до 1 метър. Проникват на дълбочина 20 до 75 cm. Стъблата са приповдигнати, високи 1 – 2 m. Листата са линейноланцетни. Образува съцветие метлица. Цъфтежът и узряването на семената настъпва през юни – август.

## Плевел
Въпреки че балурът може да бъде използван като фураж за животни и като растение, което подпомага спирането на ерозията, то често се смята за плевел поради следните няколко причини:
- Зелената част на растението подобно на всички представители на рода съдържа цианогенния гликозид дурин. Поради тази причина пашата на зелената част на растението би могло да доведе до отравяне на добитъка с циановодородна киселина.
- Консумация на листната маса би могла да доведе до подуване на търбуха при преживните животни (тимпания), което би могло да бъде причина за смърт поради спиране на дишането от притискането на диафрагмата.
- Балурът расте и се разпространява доста бързо след посевите и така би могъл да „задуши“ други култури и така да причини значителни загуби.